# Stern-Combo Meissen
Stern-Combo Meissen – niemiecki zespół rockowy utworzony w 1964 roku w Niemieckiej Republice Demokratycznej. W latach 70., w okresie największej popularności, specjalizował się w rocku progresywnym, w latach 80. w muzyce bliższej popowi. Po upadku NRD wrócił do rocka progresywnego.

## Historia
Zespół powstał we wrześniu 1964 na terenie Miśni, a jego liderem od tego czasu jest perkusista i wokalista, Martin Schreier. W latach 60. grupa działała amatorsko, zaczynając od przeróbek przebojów popowych i rockowych. Na początku lat 70. do zespołu dołączyła sekcja dęta, a repertuar powiększył się o utwory jazzrockowe w stylu Blood, Sweat and Tears.
W połowie lat 70. nastąpiła kolejna wolta stylistyczna. Zespół wyróżniał się tym, że w składzie nie było gitarzysty, natomiast aż trzech klawiszowców. Wkrótce Stern-Combo Meissen wyspecjalizował się w tworzeniu rockowych transkrypcji utworów muzyki klasycznej i jazzu, m.in. Finlandia Jeana Sibeliusa, Rhapsody in Blue George’a Gerswhina, albo Noc na Łysej Górze Modesta Musorgskiego.
Pierwszym dużym przebojem zespołu stał się Kampf um den Südpol – opowieść o zdobyciu Bieguna Południowego. Pierwszą płytę zespół wydał dopiero w 1977 i była to nagrana na żywo Stern-Combo Meissen. Na kolejnych płytach zespół kontynuował stylistykę rocka progresywnego, prezentując m.in. suitę Weisses Gold poświęconą postaci Johanna Friedricha Böttgera, alchemika Augusta II, który stworzył twardą postać porcelany – stąd białe złoto jako tytuł utworu .
W latach 80. po skróceniu nazwy do Stern Meissen muzyka zespołu zbliżyła się do synth-popu i nowej fali, następnie po 1983 muzyki tanecznej. W 1986 zespół wystąpił na festiwalu w Sopocie, wykonując piosenkę Eine Nacht i zajmując piąte miejsce. Łącznie do 1989 wydał siedem albumów, wszystkie nakładem wytwórni Amiga. Nastąpiła potem kilkuletnia przerwa w działalności.
Po upadku NRD zespół wrócił do dłuższej nazwy i stylu bliższego rockowi progresywnemu. Do składu powrócili muzycy grający w latach 70. Przez długi czas grupa nie przygotowała nowych utworów, wyjątkiem były cztery piosenki dodane w 2004 do kompilacji 40 Jahre. Dopiero w 2011 ukazała się nowa płyta z premierowym materiałem, Lebensuhr. W roku 2015 zespół opublikował własną interpretację Obrazków z wystawy Musorgskiego, w postaci płyty DVD i CD.
W roku 2019 Stern-Combo Meissen obchodził 55-lecie istnienia i z tej okazji w styczniu rozpoczął jubileuszową trasę koncertową, z głównym występem zapowiadanym na 21 września 2019.
W 2020 zespół wydał kolejny album Freiheit ist, ponownie wracając do krótszej nazwy: Stern Meissen.

## Skład
Na przestrzeni 55 lat w skład zespołu weszło kilkadziesiąt osób.

## Dyskografia
Płyty z materiałem premierowym:
- 1977: Stern-Combo Meissen
- 1978: Weißes Gold
- 1979: Der weite Weg
- 1981: Reise zum Mittelpunkt des Menschen
- 1982: Stundenschlag
- 1985: Taufrisch'
- 1987: Nächte
- 2011: Lebensuhr
- 2015: Bilder einer Ausstellung (CD/DVD)
- 2020: Freiheit ist

Kompilacje i nagrania koncertowe:
- 1992: Rock aus Deutschland Ost Vol. 16'
- 1996: Live
- 1999: Leben möcht’ ich
- 1999: Sachsendreier live
- 2004: 40 Jahre Stern-Combo Meißen
- 2007: Sachsendreier live – die Zweite
- 2009: Hits & Raritäten
- 2014: Stern-Combo Meißen im Theater am Potsdamer Platz (zestaw 2 CD i 2 DVD)
- 2014: Musik unserer Generation – Die größten Hits (kompilacja)
- 2014: Senftenberg 2013
- 2022: 55 Jahre Stern-Combo Meissen
- 2022: Stern-Combo Meißen – Finlandia – Klassik-Adaptionen im Konzert